# José Manuel de los Milagros
José Manuel de los Milagros Viñegla (Madrid, España; 19 de noviembre de 1984) es un piloto de automovilismo español. Ha sido siete veces campeón nacional de circuitos y en múltiples ocasiones de resistencia. Actualmente es piloto oficial de BMW España Motorsport  formando equipo junto a Nerea Martí.

## Trayectoria

### Inicios
Comenzó su carrera automovilística en 2001 en el campeonato madrileño de karting, donde logra ser subcampeón de la Comunidad de Madrid de Karting en la Copa Delfín-Yamaha logrando el mayor número de victorias y de puntos brutos. Tuvo un parón de aproximadamente tres años en los que prosiguió su preparación automovilística participando en diferentes cursos de conducción deportiva (deslizante, fórmulas, etc.) En 2004 retomó la competición realizando pruebas sueltas en el campeonato madrileño de slalom y en 2005 se proclamó campeón tanto de esta disciplina como en el campeonato madrileño de subidas montaña en la Clase 7 del Grupo A (2000 cc).
Tras ello pasa a especializarse en las categorías de turismos monomarca nacionales en circuitos con la escudería Guadalix Sierra Racing, debuta en 2006 en la Copa Hyundai Getz Diesel donde es sexto en la clasificación final y logra la pole position en la carrera de los 500 km de Hyundai del circuito del Jarama compartiendo coche con Antonio Albacete y Borja Martínez, pero se ven obligados a retirarse cuando lideraban la carrera. Con 23 años la temporada siguiente, repite en la Getz y se proclama subcampeón a tan solo 24 puntos de Miguel Gallego, el ganador de esa temporada.

### Múltiple campeón nacional

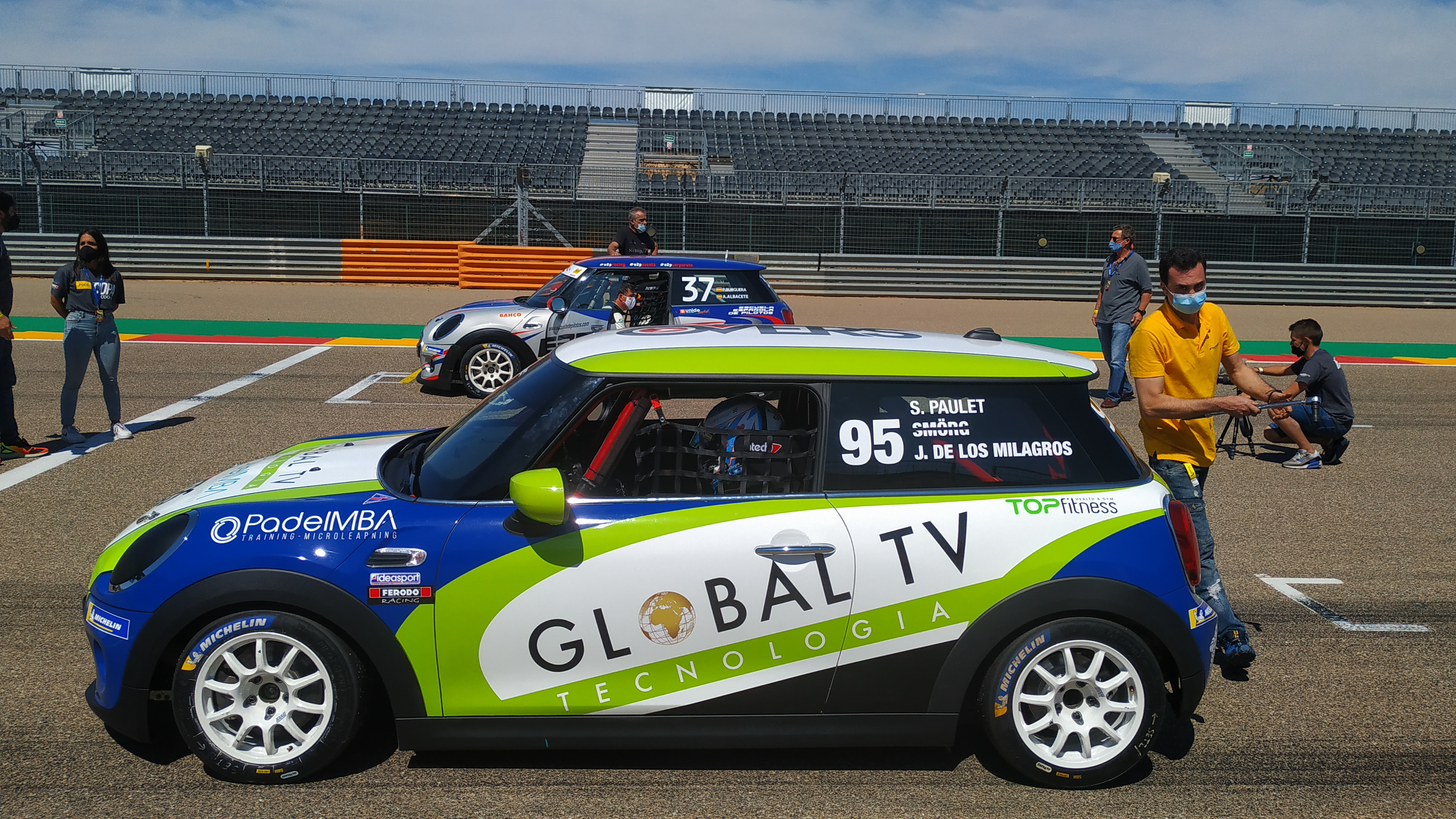
Dentro del coche vencedor absoluto de la temporada 2021 de la Copa Cooper

En 2008 también se inscribe en la Clio Cup España donde permanecerá cuatro años hasta proclamarse doble campeón nacional en 2010 y 2011 con Dale Gas, siendo el primero en lograrlo (y el único español) en los más de cincuenta años de historia de la Copa Nacional Renault, al haberse retirado años atrás la norma que no permitía a un campeón repetir en el campeonato. Paralelamente, en ese 2008 logra la victoria en el Trofeo RACE de Turismos y en los 500 km del Jarama en su categoría (última vez que se celebraba esta prueba en el circuito madrileño).
En 2010 se proclamó campeón de la segunda temporada de la MINI Challenge España con Lenker & Grünblau  junto al internacional asturiano Javi Villa, con quien compartía coche y también participó en dos pruebas de resistencia con el campeón del mundo de Moto GP Jorge Lorenzo. En la última de estas, Milagros, Lorenzo y Anchel Echegoyen consiguieron la segunda posición en los 500 km de Alcañiz en su categoría, con un Fiat 500 Abarth Asetto Corse. Ese año también participó por primera vez en su carrera en el Campeonato de España de GT en el que obtuvo dos segundas posiciones en las dos carreras disputadas en el circuito de Jerez. Por ello, dicho año la UFEDEMA (Unión de Federaciones de Madrid) le otorgó el premio de mejor deportista madrileño de automovilismo de la Comunidad de Madrid.
En 2011, volvió a repetir en la MINI Challenge y en la Clio Cup española y, además, daba el salto a Europa a la nueva Clio Eurocup disputando una ronda en el Circuito de Spa-Francorchamps. Además se impondría en su categoría en las 24 horas de Barcelona, terminando también quinto absoluto con un SEAT León Supercopa compartido de nuevo junto a Jorge Lorenzo, con quien también vencería en la prueba de la Copa de España de Resistencia en el Circuit de Catalunya. En 2012 no completó ninguna temporada completa aunque en aquellas carreras en las que participó dejaría impronta una vez más de su velocidad. Así, en la Copa de España de Resistencia en apenas un meeting lograba una victoria, dos podiums y una pole position, además de subir también al podio en dos ocasiones en el Iberian Gentlemen Drivers. También pilotó en dos ocasiones el Dodge Viper de Bólido Racing tanto en el Campeonato de España de GT como en el Trofeo RACE de Navidad. En 2013 regresó al Campeonato de España de Resistencia al volante del Hyundai Coupe de Casal junto a Raúl Castillo, terminaron sextos en la clasificación con una victoria y tres podios mientras en la categoría Coupe fueron subcampeónes con dos victorias, nueve podios y cuatro pole positions en su haber.
En 2014 se proclama de nuevo campeón de España, esta vez en la división GTC del reestructurado Campeonato de GTs, junto a Jesús Díez Villarroel en una categoría que apenas tuvo inscritos durante la temporada, por el que su título fue oficializado semanas después de la finalización del mismo. Ese año sigue con el Hyundai del CER donde queda tercero en la división 5 repitiendo una victoria y consiguiendo 3 podios. Como novedad en su lista de turismos pilotados, Milagros disputa cuatro carreras de la NASCAR Europea con Ford Autolix. Durante los siguientes tres años sigue participando tanto en el CER como en carreras de 24 horas, donde destacan sus dos victorias de clase en Montmeló y en el Slovakia Ring y un segundo puesto en las 24 Horas de Dubái.

### Piloto BMW

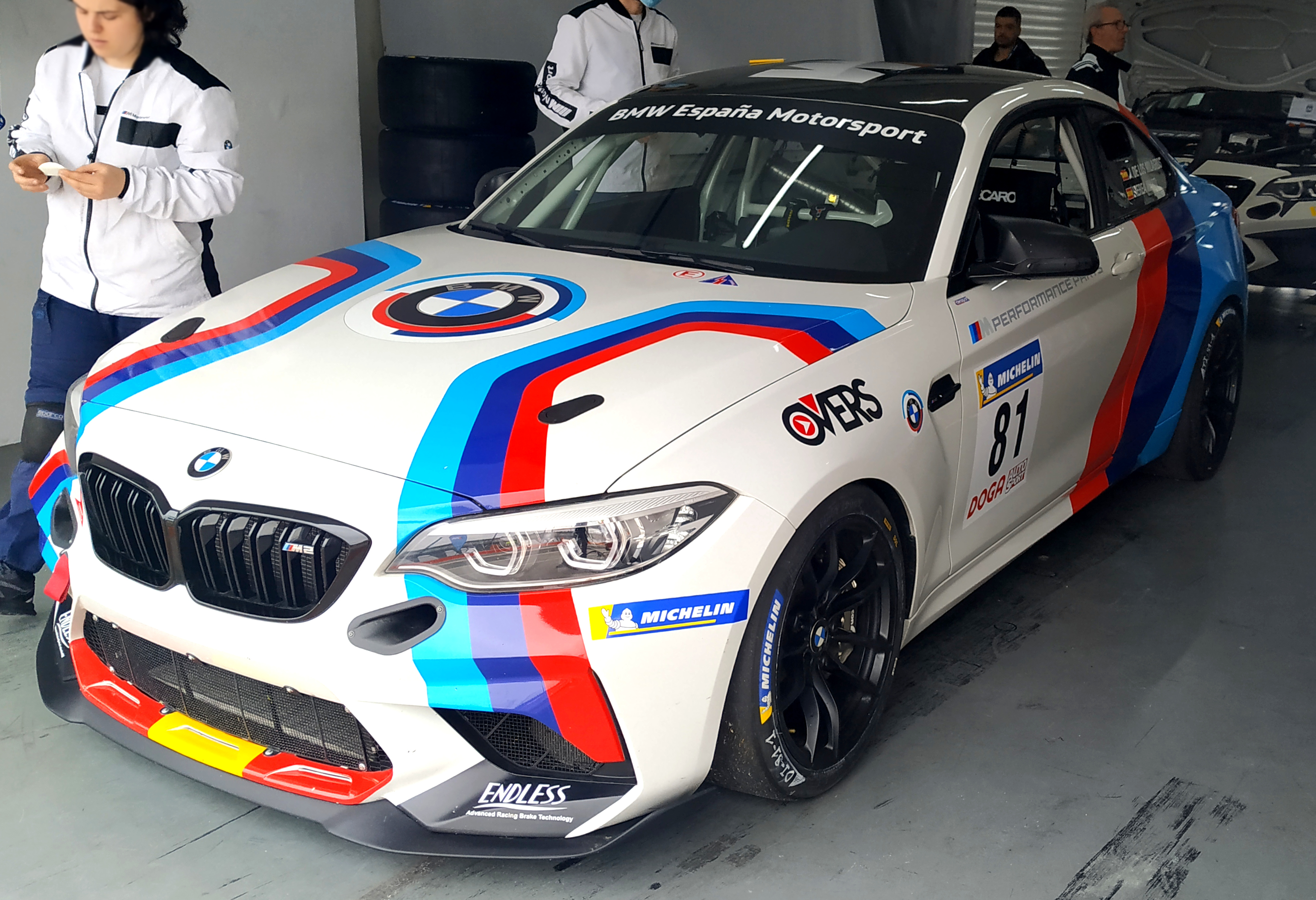
BMW oficial de José M. de los Milagros y Nerea Martí en el CER 2022

En 2019 se estrecha su relación con BMW Ibérica, para quien ya realizaba track days desde varios años atrás, pero realiza un pequeño parón a nivel nacional para disputar sólo el Campeonato RACE de Turismos con un Subaru WRX STI donde se lleva con total dominio la clase 5. Pese a que 2020 fue un año complicado para muchos pilotos que se ven obligados a parar en sus trayectorias, BMW y el Team Avia le dan la oportunidad a José Manuel de disputar las 24H Series en la categoría GT4 junto al alemán Björn Simon En sus dos clasificaciones (Continental y Europea), logra proclamarse campeón y tercer clasificado respectivamente ganando 4 de las 5 pruebas que disputan. Esporádicamente, también participa en el CER y en el Campeonato de España de GT con su nuevo pupilo: Sergio Paulet, consiguiendo buenos resultados. En 2021 domina la primera temporada de la Copa Cooper, donde se había inscrito con Promotion Motorsport y que vence en solitario al no poder disputar su compañero Smörg la ronda de Motorland.
Para 2022 se anuncia un doble programa nacional de BMW con el que, junto a la piloto de fórmulas Nerea Martí, disputan la temporada de la BMW M2 CS Racing Winter Cup englobadas dentro de las GT Winter Series portuguesas, donde son subcampeones aunque sólo contaban con 4 contrincantes en la misma división. También disputan la temporada entera del Campeonato de España de Resistencia donde José se proclama campeón absoluto de la Clase 1 al perderse Nerea la cita de Jerez. En 2023 la pareja sube un escalón para disputar la Temporada 2023 del Campeonato de España de GT con un BMW M4 GT4, donde aunque a nivel absoluto de los Milagros queda sexto, si logra proclamarse campeón en la Clase 2 y en la subclase GPR, repitiendo el hito de 2014. Nerea se volvió a perder una de las rondas perdiendo las opciones personales de campeonar. En 2024 el programa de BMW se traslada a la Supercars Endurance, un campeonato formado por tres competiciones a la vez, donde Nerea y José logran tres podios en las 10 carreras donde participan, y terminan terceros en el campeonato español, cuartos en el ibérico y sextos en el portugués.

## Resumen de trayectoria
| Temporada | Series                                      | Escudería                            | Carreras | Victorias | Poles | VR | Podios | Puntos   | Pos.     |
| --------- | ------------------------------------------- | ------------------------------------ | -------- | --------- | ----- | -- | ------ | -------- | -------- |
| 2006      | Copa Hyundai Getz Diesel                    | Guadalix Sierra Racing               | 12       | 0         | ?     | ?  | 1      | 132      | 6.º      |
| 2006      | 500km Hyundai Getz                          | Guadalix Sierra Racing               |          |           |       |    |        |          | NF       |
| 2007      | Copa Hyundai Getz Diesel                    | Guadalix Sierra Racing               | 12       | 2         | 5     | 3  | 7      | 213      | 2.º      |
| 2008      | Renault Clio Cup España                     | Guadalix Sierra Racing               | 14       | 0         | 0     | 0  | 1      | 87       | 9.º      |
| 2008      | Trofeo RACE de Turismos - D2 Clase 3        | Guadalix Sierra Racing               | 8        | 6         | ?     | ?  | 8      | ?        | 1.º      |
| 2008      | 500km del Jarama - D2                       | Guadalix Sierra Racing               |          |           |       |    |        |          | 1.º      |
| 2009      | Renault Clio Cup España                     | Guadalix Sierra Racing               | ?        | 3         | ?     | ?  | 5      | 155      | 5.º      |
| 2009      | MINI Challenge España                       | G.S.R. - Lenker & Grünblau           | 10       | 4         | 4     | 5  | 6      | 66       | 12.º     |
| 2010      | Renault Clio Cup España                     | Dale Gas                             | 12       | ?         | ?     | ?  | ?      | 252      | 1.º      |
| 2010      | MINI Challenge España                       | GSR - Lenker & Grünblau              | 12       | 7         | 7     | 5  | 11     | 214      | 1.º      |
| 2010      | MINI Challenge Australia                    | MINI Spain                           | 3        | 0         | 0     | 0  | 0      | 69       | 32.º     |
| 2010      | Campeonato de España de GT                  | GSR (GT Light) / JDV (GTS)           | 4        | ?         | ?     | ?  | ?      | 13       | 47.º     |
| 2010      | 500 km de Alcañiz - D5                      | Escudería Osona PCR Sport            |          |           |       |    |        |          | 2.º      |
| 2011      | Renault Clio Cup España                     | Guadalix Sierra Racing - Dale Gas    | 12       | 5         | 3     | 3  | 7      | 222      | 1.º      |
| 2011      | Eurocopa Clio                               | Guadalix Sierra Racing - Dale Gas    | 2        | 0         | 0     | 0  | 0      | Invitado | Invitado |
| 2011      | MINI Challenge España                       | Lenker & Grünblau                    | 4        | 0         | 0     | 2  | 0      | 59       | 20.º     |
| 2011      | CER - ?                                     | PCR Sport                            | ?        | ?         | ?     | ?  | ?      | ?        | ?        |
| 2011      | 24 Horas de Barcelona - A3T                 | PCR Sport                            |          |           |       |    |        |          | 1.º      |
| 2011      | 500 km de Alcañiz - D1                      | Escuela Española de Pilotos          |          |           |       |    |        |          | NC       |
| 2012      | CER - Clase 2                               | Eficar Team Casal                    | 2        | ?         | ?     | ?  | ?      | 2        | 54.º     |
| 2013      | CER - Clase 2                               | Eficar Team Casal                    | 11       | 1         | ?     | ?  | 2      | 92       | 12.º     |
| 2014      | CER - Clase 3                               | Eficar Team                          | 9        | 1         | ?     | ?  | 3      | 199      | 5.º      |
| 2014      | Campeonato de España de GT - GTC            | Bólido Racing                        | 4        | 3         | ?     | ?  | 3      | 137      | 1.º      |
| 2014      | NASCAR Whelen Euro Series - Elite 1         | Ford Autolix                         | 4        | 0         | 0     | 0  | 0      | 161      | 25.º     |
| 2014      | Maxi Endurance 32H                          | Bólido Racing (Cup) / Parkalgar (GT) |          |           |       |    |        |          | 4.º      |
| 2015      | CER - Clase 2 D4                            | Eficar Team                          | 10       | 2         | ?     | ?  | 5      | 206      | 7.º      |
| 2016      | CER Long Distance - Clase 1                 |                                      | 3        | 0         | ?     | ?  | 0      | 24       | 22.º     |
| 2016      | 24 Horas de Barcelona - SP2                 | Team Icer Brakes                     |          |           |       |    |        |          | 1.º      |
| 2016      | 24 Horas de Slovakia Ring - Cup1            | Speed Lover                          |          |           |       |    |        |          | 1.º      |
| 2017      | CER - Clase 1                               | Escudería Costa Daurada              | 7        | 0         | ?     | ?  | 3      | 200      | 4.º      |
| 2017      | 24 Horas de Dubái - CUP1                    | Sorg Rennsport                       |          |           |       |    |        |          | 2.º      |
| 2017      | 24 Horas de Barcelona - SP2                 | Speed Lover                          |          |           |       |    |        |          | NF       |
| 2018      | CER - Clase 1                               | RAC Circuito Guadalope               | 7        | 1         | 2     | 0  | 1      | 85       | 15.º     |
| 2019      | Campeonato RACE de Turismos - D2 Clase 5    | Promotion Motorsport                 | 10       | 8         | ?     | ?  | 9      | 191      | 1.º      |
| 2020      | 24H Series - GT4 Continentes                | Team Avia Sorg Rennsport             | 4        | 2         | 0     | 1  | 2      | 70       | 1.º      |
| 2020      | 24H Series - GT4 Europa                     | Team Avia Sorg Rennsport             | 5        | 2         | 0     | 2  | 3      | 61       | 3.º      |
| 2020      | Campeonato de España de GT                  | CyL Karting Team                     | 2        | 2         | 0     | 1  | 2      | Invitado | Invitado |
| 2020      | CER - TCR                                   | Pcr Sport                            | 3        | 0         | 1     | 0  | 0      | 28       | 16.º     |
| 2021      | Copa Cooper                                 | Promotion Motorsport                 | 10       | 5         | 4     | 6  | 6      | 185      | 1.º      |
| 2021      | CET                                         | UCAV Racing                          | 3        | 0         | 0     | 0  | 0      | 40       | 12.º     |
| 2021      | CER - TCR                                   | CDS Engineering                      | 1        | 0         | 0     | 0  | 0      | Invitado | Invitado |
| 2022      | GT Winter Series - BMW M2 Racing Winter Cup | BMW España Motorsport                | 12       | 5         | ?     | ?  | 11     | 234      | 2.º      |
| 2022      | CER - Clase 1                               | BMW España Motorsport                | 9        | 7         | ?     | ?  | 9      | 268      | 1.º      |
| 2023      | Campeonato de España de GT                  | BMW España Motorsport                | 10       | 0         | 0     | 0  | 1      | 183      | 6.º      |
| 2024      | Iberian Supercars - GT4                     | BMW Promotion Motorsport             | 8        | 0         | 0     | 0  | 3      | 93       | 4.º      |
| 2024      | Supercars Jarama RACE - GT4                 | BMW Promotion Motorsport             | 7        | 0         | 1     | 1  | 2      | 102      | 3.º      |
| 2024      | Campeonato Portugués de Velocidad - GT      | BMW Promotion Motorsport             | 6        | 0         | 0     | 0  | 2      | 62       | 6.º      |
| Fuente:   |                                             |                                      |          |           |       |    |        |          |          |

## Resultados

### Copa Cooper
| 2021 | Promotion Motorsport | 4 | 9 | 1 | 6 | 1 | 1 | 1 | 1 | 3 | DNS |  | 1.º | 185 |